# Metaleurodicus tenuis
Metaleurodicus tenuis là một loài côn trùng cánh nửa trong họ Aleyrodidae, phân họ Aleurodicinae.
Metaleurodicus tenuis được Martin miêu tả khoa học đầu tiên năm 2004.